# Letectvo Konžské demokratické republiky
Letectvo Konžské demokratické republiky (francouzsky Force aérienne du Congo, zkratkou FAC) je letectvo Konžské demokratické republiky. V letech 1971–1997 bylo známé pod názvem Zairské letectvo (Force Aérienne Zairoise), podle tehdejšího jména státu Zaire.

## Přehled letecké techniky

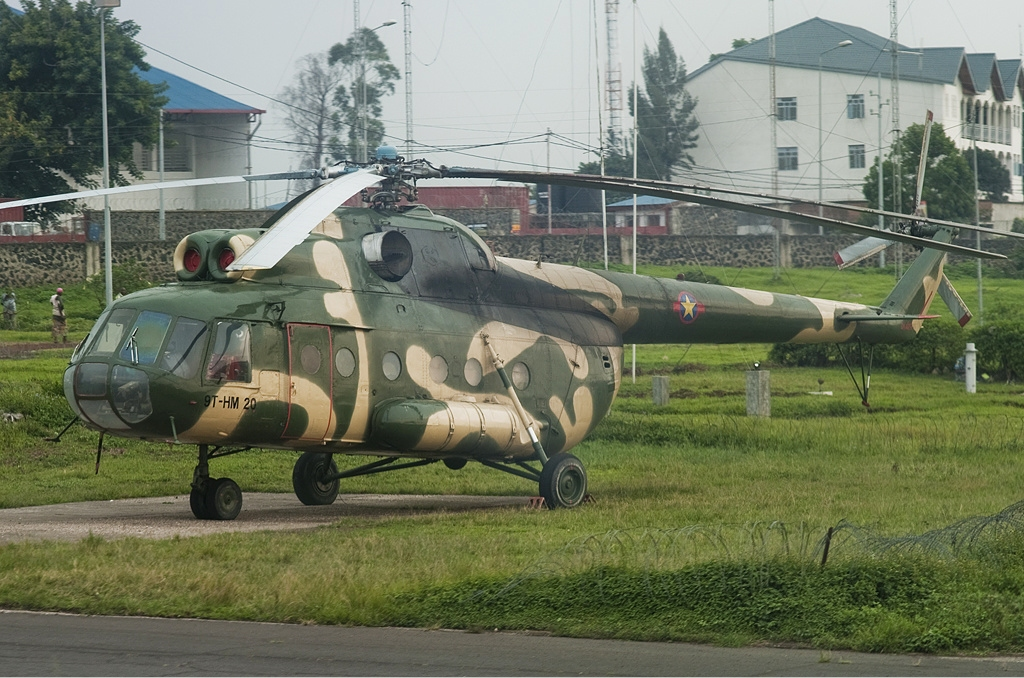
Mil Mi-8 v barvách letectva DR Kongo.

Tabulka obsahuje přehled letecké techniky letectva Konžské demokratické republiky podle Flightglobal.com.
| Název                          | Fotografie     | Původ               | Určení                      | Verze          | Ve službě      | Poznámky       |                |
| Bojové letouny                 | Bojové letouny | Bojové letouny      | Bojové letouny              | Bojové letouny | Bojové letouny | Bojové letouny | Bojové letouny |
| ------------------------------ | -------------- | ------------------- | --------------------------- | -------------- | -------------- | -------------- | -------------- |
| MiG-23                         |                | Sovětský svaz       | stíhací letoun              |                | 2              |                |                |
| Suchoj Su-25                   |                | Sovětský svaz       | bitevní letoun              |                | 4              |                |                |
| Dopravní a transportní letouny |                |                     |                             |                |                |                |                |
| Antonov An-12                  |                | Sovětský svaz       | taktický transportní letoun |                | 4              |                |                |
| Antonov An-26                  |                | Sovětský svaz       | taktický transportní letoun |                | 2              |                |                |
| Boeing 727                     |                | USA                 | proudový dopravní letoun    |                | 2              |                |                |
| Vrtulníky                      |                |                     |                             |                |                |                |                |
| Mil Mi-2                       |                | Sovětský svaz       | užitkový vrtulník           |                | 2              |                |                |
| Mil Mi-8/Mi-17                 |                | Sovětský svaz Rusko | transportní vrtulník        |                | 4              |                |                |
| Mil Mi-24                      |                | Sovětský svaz Rusko | bitevní vrtulník            | Mi-25/Mi-35    | 8              |                |                |
| Mil Mi-26                      |                | Sovětský svaz Rusko | těžký transportní vrtulník  |                | 1              |                |                |
| SA316 Alouette III             |                | Francie             | užitkový vrtulník           |                | 2              |                |                |
| SA 330 Puma                    |                | Francie             | transportní vrtulník        |                | 10             |                |                |